# オルキュニアの戦い
オルキュニアの戦い（Battle of Orcynia）は、紀元前320年もしくは紀元前319年にエウメネスとアンティゴノスとの間で戦われた会戦である。

## 背景
大王と称され、ペルシアを征服したマケドニア王アレクサンドロス3世の死後、その部将たちの間で勢力争いが起こった。アンティパトロス、プトレマイオス、クラテロスといった諸将は幼い王を擁してアレクサンドロス亡き後の最高権を握ったペルディッカスに対して警戒心を抱き、彼との戦争を始めた。ペルディッカスは紀元前321年にプトレマイオスの拠るエジプトに攻め込んだものの、不手際によって配下の将軍達（セレウコス等）に見限られて暗殺され、同年に新体制を決定するトリパラディソスの軍会が開かれた。その席でペルディッカス派はマケドニア人の敵として死を宣告され、アジア軍の総司令官としてアンティゴノスがその討伐の任についた。アンティゴノスはその冬に軍を集め、手始めにペルディッカスの盟友の一人でカッパドキアに勢力を持っていたエウメネスへと軍を進めた。
エウメネスは紀元前321年のヘレスポントスの戦いでクラテロスを破って武功を上げていたが、マケドニア人から尊敬を集めていたクラテロスを殺したことでマケドニア人から嫌われており、この時もペルディッカスという名の部将（前述のペルディッカスとは別人）が配下の兵と共に寝返ろうとした。この動きに対してエウメネスはテネドス人フォイニクスを急派した。フォイニクスはペルディッカスに夜襲を仕掛けて彼を生け捕りにしてエウメネスの許まで連れて行き、エウメネスは首謀者を処刑して事態を収拾した。その後、カッパドキアに攻め込んできたアンティゴノスをエウメネスは迎え撃ち、両者の間で戦いが起こった。

## 戦い
この時アンティゴノスが率いていた兵は歩兵10000人と騎兵2000騎、そして戦象30頭であった。これに対してエウメネス軍は歩兵20000人と騎兵5000騎であり、数の上ではエウメネスが圧倒的に優勢だった。しかし、アンティゴノスは事前にエウメネス軍の騎兵指揮官アポロニデスを買収し、裏切りの手はずを整えていた。これを知らぬエウメネスは騎兵が戦うのに都合の良い平野に陣を張り、アンティゴノスはその平野を見下ろす丘を占領した。戦いの詳細については分かっていないが、両軍が激突するやすぐにアロポニデスは寝返って味方に攻撃をかけ、エウメネスはおよそ8000人の戦死者を出して敗退した。
しかし、敗北にあってもエウメネスは優れた才覚を示した。彼は裏切り者に敵陣へと逃げる暇を与えずに即座にこれを殺し、追撃してくる敵をまいて戦場に戻り、戦死者の遺体を回収して埋葬した。

## その後
アルメニアへと逃げたエウメネスは同地の住民を味方につけて戦いを続行しようとしたが、配下の兵士の多くは彼を見捨ててアンティゴノスの許へと走った。そこでエウメネスは僅か600人の忠実な兵士（600人というのはディオドロスの挙げる数字で、プルタルコスは重装歩兵200人、騎兵500騎の計700人としている）と共にカッパドキアとリュカオニアの境界地帯にあるノラという難攻不落の砦に篭った。これを包囲したアンティゴノスはエウメネスと会談の場を設けて降伏を勧告したが、エウメネスは豪胆にも身の安全や放免を問題にすらせずに自身の領地の保全を要求した。これはアンティゴノスの受け入れるところならず、彼は部下にノラの封鎖を任せて主力部隊を率いて他のペルディッカス派の残党狩りへと向かった。

## 註
1. ↑  ディオドロス, 39
2. 1 2  ディオドロス, 40
3. ↑  プルタルコス, 「エウメネス」, 9
4. 1 2  プルタルコス, 「エウメネス」, 10
5. ↑  ディオドロス, 41